# Pterocalla punctata
Pterocalla punctata är en tvåvingeart som beskrevs av Friedrich Georg Hendel 1909. Pterocalla punctata ingår i släktet Pterocalla och familjen fläckflugor. Inga underarter finns listade i Catalogue of Life.